# Camera Reprezentanței Popoarelor
Camera Reprezentanței Popoarelor (în amharică የሕዝብ ተወካዮች ምክር ቤት, yehizb tewekayoch mekir bet) este camera inferioară a Adunării Parlamentare Federale din Etiopia, Casa Federației fiind camera superioară. Împreună cuprind legiuitorul Etiopiei. Camera are 547 de membri (22 de locuri sunt rezervate reprezentanților minorităților și populațiilor minoritare), aleși pentru mandate de cinci ani în circumscripțiile cu un singur loc.